# Liste des monuments nationaux du Nariño
Cet article liste les monuments nationaux du Nariño, en Colombie. Au 10 mai 2022, seize monuments nationaux étaient recensés, dont un classé en patrimoine immatériel.

## Liste

### Patrimoine matériel
| Code national             | Monument                                                            | Municipalité(s)    | Adresse           | Coordonnées                        | Date | Illustration                                              |
| ------------------------- | ------------------------------------------------------------------- | ------------------ | ----------------- | ---------------------------------- | ---- | --------------------------------------------------------- |
| 01-01-03-01-52-051-000001 | Réserve archéologique de Berruecos                                  | Arboleda           |                   | à géolocaliser                     | 1971 | Image manquante Téléverser                                |
| 01-01-01-09-52-051-000001 | Puente de los arcos (Puente del Boquerón)                           | Arboleda           |                   | à géolocaliser                     | 2015 | Image manquante Téléverser                                |
| 01-01-01-09-52-051-000002 | Pont El Socorro (Pont Francisco de Paula Santander,pont Montenegro) | Arboleda           |                   | à géolocaliser                     | 2015 | Image manquante Téléverser                                |
| 01-01-01-09-52-258-000001 | Pont El Tablón de Gómez                                             | El Tablón de Gómez |                   | à géolocaliser                     | 2000 | Image manquante Téléverser                                |
| 01-01-01-10-52-356-000001 | Pont Rumichaca et ancienne maison des douanes                       | Ipiales            |                   | 0° 48′ 55″ nord, 77° 39′ 54″ ouest | 2006 | Image manquante Téléverser                                |
| 01-01-01-03-52-356-000001 | Église de Nuestra Señora de Las Lajas                               | Ipiales            |                   | 0° 48′ 19″ nord, 77° 35′ 10″ est   | 2006 | Église de Nuestra Señora de Las Lajas                     |
| 01-01-01-03-52-001-000001 | Cathédrale de San Ezequiel Moreno Díaz                              | San Juan de Pasto  |                   | à géolocaliser                     | 2000 | Cathédrale de San Ezequiel Moreno Díaz                    |
| 01-01-01-04-52-001-000001 | Ensemble de La Milagrosa et de l'Ancien hôpital San Pedro           | San Juan de Pasto  | Carrera 26 22-225 | à géolocaliser                     | 1988 | Ensemble de La Milagrosa et de l'Ancien hôpital San Pedro |
| 01-01-01-04-52-001-000002 | Palais du gouvernement du Nariño                                    | San Juan de Pasto  |                   | à géolocaliser                     | 1998 | Palais du gouvernement du Nariño                          |
| 01-01-01-02-52-001-000001 | Musée Taminango Monasco Dachis                                      | San Juan de Pasto  | Calle 13 27-71    | à géolocaliser                     | 1971 | Musée Taminango Monasco Dachis                            |
| 01-01-02-01-52-001-000001 | Vieille ville de San Juan de Pasto                                  | San Juan de Pasto  |                   | à géolocaliser                     | 1959 | Image manquante Téléverser                                |
| 01-01-01-04-52-001-000003 | Théatre Impérial de San Juan de Pasto                               | San Juan de Pasto  | Carrera 26 14-59  | à géolocaliser                     | 1998 | Théatre Impérial de San Juan de Pasto                     |
| 01-01-03-01-52-585-000001 | Réserve archéologique de Pupiales                                   | Pupiales           |                   | à géolocaliser                     | 1975 | Image manquante Téléverser                                |
| 01-01-01-09-52-560-000001 | Tronçon Rumichaca - Pasto du Qhapaq Ñan                             |                    |                   | à géolocaliser                     | 2013 | Image manquante Téléverser                                |
| 01-01-01-03-52-683-000001 | Basilique de Nuestra Señora del Rosario                             | Sandoná            |                   | à géolocaliser                     | 1999 | Basilique de Nuestra Señora del Rosario                   |

### Patrimoine immatériel
| Code national | Monument                     | Municipalité(s)   | Adresse | Coordonnées    | Date | Illustration                 |
| ------------- | ---------------------------- | ----------------- | ------- | -------------- | ---- | ---------------------------- |
|               | Carnaval des Noirs et Blancs | San Juan de Pasto |         | à géolocaliser | 2007 | Carnaval des Noirs et Blancs |